# 翠鳥航空
翠鳥航空（英語：Kingfisher Airlines）是一間位於印度班加羅爾的航空公司，在接收了4架租回來的空中巴士A320後，於2005年5月9日投入服務。翠鳥航空最初只有本地航線服務，公司由United Beverages Group擁有，由維扎伊·馬洛亞（Vijay Mallya）領導，他也是和航空公司同名的印度著名啤酒品牌的擁有人。翠鳥航空的承諾是符合旅客的需要和提供合理價格的機票。
翠鳥航空原定於2012年2月10日正式加盟寰宇一家，但因債務問題，需押後加入。
因翠鳥航空無法提出有效的財務改善對策，2012年10月20日印度民航局暫時吊銷其營運執照，導致翠鳥航空數天無法正常營運，5天之後才得以恢復。2013年2月印度民航局正式吊銷其國內線及國際線營運執照，公司執行長於2014年2月17日辭職。
目前翠鳥航空的IATA代碼“IT”已經經由IATA組織轉讓給於2014年開航的台灣籍低成本航空台灣虎航。

## 服務
翠鳥航空在以下的地點提供定期的航班服務：
班加羅爾、孟買、德里、果阿、金奈、哥印拜陀、海得拉巴、艾哈邁達巴德、柯枝、古瓦哈蒂、加爾各答、浦那、阿加爾塔拉、迪布魯格爾、門格洛爾、倫敦希思羅機場、杜拜、達卡、新加坡、曼谷、香港、斯利那加、那格浦爾、維薩卡帕特南和齋普爾

## 艙內服務
翠鳥航空表示，他們會提供國際級的艙內娛樂、超闊座椅和充足的踏腳處、優質的食物、國際級的服務員和需要時上門傳遞機票的服務。
翠鳥航空和Dish TV合作，在全線的客機提供即時的艙內娛樂。Dish TV提供了16條頻道供乘客選擇。現時翠鳥航空是亞洲唯一一間、全球第二間提供即時娛樂的航空公司。

## 機隊
翠鳥航空公司的機隊主要包括ATR 42，ATR 72和空中巴士A320系列客機，用於國內和短途航班; 而空中巴士A330-200則用於國際長途航線服務。 ATR和A320系列的一些客機被用於翠鳥紅服務。 2012年3月，翠鳥航空公司擁有以下已經嚴重縮小規模的機隊：
| 型號               | 數量 | 引擎型號  | 載客量 （商務／經濟）                      | 主要服務航線           | 備註     |
| 空中巴士A319-131   | 3    | IAE V2522 | 144 （全經濟）                             | 中短程                 | 全屬乾租 |
| 空中巴士A319-131CJ | 1    | IAE V2522 | n/a                                        | 私人飛機，不作商業飛行 |          |
| 空中巴士A320-232   | 21   | IAE V2523 | 134（20／114） 174（全經濟） 180（全經濟） | 中短程                 |          |
| 空中巴士A321-233   | 8    | IAE V2533 | 151（32／119） 199（全經濟）               | 中短程                 |          |

翠鳥航空是印度首間以全新機隊開始和繼續營運的航空公司。
在2005年2月18日，翠鳥航空和空中巴士簽訂3架空中巴士A319的訂單，加上在1月簽訂的10架空中巴士A320（另外20架選擇訂購）訂單。首架A319於2005年12月付運，替代A320前往小城市的位置。 
在2005年6月15日，翠鳥航空成為首間，也是2006年為止唯一一間訂購空中巴士A380的印度航空公司，翠鳥航空訂購了5架A380，5架空中巴士A350-800和5架空中巴士A330-200，總值超過30億美元。A330會於2007年後期付運，A380會於2010年付運，而A350會於2012年付運。
在2005年11月20日的杜拜航空展，翠鳥航空宣佈訂購20架ATR 72-500（另加15架選擇訂購）。這宗交易估計值5億美元，首架客機已於2006年3月31日付運，而所有20架會於2008年付運。
在2005年11月21日，在同一個航空展上，翠鳥航空再訂購30架A320，訂單估計值20億美元。而國際航空發動機公司會為這批客機提供引擎，這批客機預計會於2008年付運。
在2006年1月13日，一架A319於門格洛爾降落，是首架此類型的客機在門格洛爾機場短小老舊的跑道上降落。
在2006年4月24日，翠鳥航空簽訂了5架空中巴士A340-500HGW的訂單。這些A340計劃會用來開辦班加羅爾往三藩市，和孟買往紐約的航線，預計在2008年付運。
翠鳥航空已經借了兩架A321予Pegasus Aviation Finance。
以美國為基地的Pegasus表示，兩架全新的A321-200已準備交付予翠鳥航空，這是翠鳥航空首架延長版的A320客機家族，先前翠鳥航空已經向Pegasus借了一架A320。
在2010年2月23日，翠鳥航空已與寰宇一家簽署諒解備忘錄，為加入聯盟踏出重要一步；翠鳥航空預定於2012年2月10日正式加盟。
2010年4月，翠鳥航空正式開通德里至香港的定期航班。
印度翠鳥航空（FLY KINGFISHER），由於陷入財困，決定由2012年4月10日起停辦包括香港在內的所有國際航線。寰宇一家並同時宣佈印度翠鳥航空需押後加入。
2012年10月20日印度翠鳥航空陷困 執照暫吊銷。

## 外部連結
- 官方網站
- 機隊資料 （页面存档备份，存于）
- 機隊圖片 （页面存档备份，存于）